# Kei Uemura
Kei Uemura (japanisch 植村 慶 Uemura Kei; * 24. September 1981 in der Präfektur Kanagawa) ist ein ehemaliger japanischer Fußballspieler.

## Karriere
Uemura erlernte das Fußballspielen in der Schulmannschaft der Toko Gakuen High School und der Universitätsmannschaft der Chūō-Universität. Seinen ersten Vertrag unterschrieb er 2004 bei den Shonan Bellmare. Der Verein spielte in der zweithöchsten Liga des Landes, der J2 League. Am Ende der Saison 2009 stieg der Verein in die J1 League auf. Für den Verein absolvierte er 17 Ligaspiele. 2011 wechselte er zum Ligakonkurrenten Júbilo Iwata. 2014 wechselte er zum Drittligisten Fukushima United FC. Für den Verein absolvierte er 70 Ligaspiele. Ende 2016 beendete er seine Karriere als Fußballspieler.